# Frankie Dettori

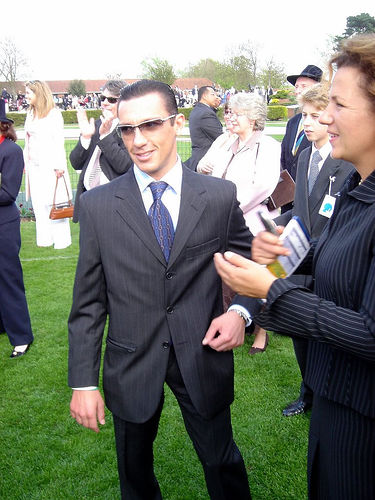

Lanfranco „Frankie“ Dettori (* 15. prosince 1970 Milán) je italský žokej jezdící rovinové dostihy. Patří mezi nejlepší žokeje v historii dostihového sportu. Dostihů se zúčastňuje po celém světě, nejvíce však ve Velké Británii. Jezdí převážně pro stáj Godolphin.

## Životopis
Prvního vítězství dosáhl ve věku 16 let v listopadu 1986 v Turíně. Prvního vítězství na britském závodišti dosáhl v červnu 1987. V roce 1990 se stal prvním teenagerem po Lesteru Piggottovi kterému se podařilo dosáhnout 100 vítězství za sezónu.
Dne 28. září 1996 se mu povedl ojedinělý kousek když dokázal v Ascotu zvítězit ve všech 7 dostizích dne.
Dne 29. prosince 2000 obdržel Řád britského impéria.
Nejslavnější britský dostih Epsom Derby se mu podařilo vyhrát až na patnáctý pokus v roce 2007.

## Vítězství ve velkých dostizích
Spojené království
- Epsom Derby – (1) – Authorized (2007)
- 1,000 Guineas – (2) – Cape Verdi (1998), Kazzia (2002)
- 2,000 Guineas – (2) – Mark of Esteem (1996), Island Sands (1999)
- Oaks – (3) – Balanchine (1994), Moonshell (1995), Kazzia (2002)
- St. Leger – (5) – Classic Cliché (1995), Shantou (1996), Scorpion (2005), Sixties Icon (2006), Conduit (2008)
- Ascot Gold Cup – (4) – Drum Taps (1992 & 1993), Kayf Tara (1998), Papineau (2004)
- Ayr Gold Cup – (1) – Jimmy Styles (2009)
- Cheveley Park Stakes – (2) – Regal Rose (2000), Carry on Katie (2003)
- Coronation Cup – (4) – Swain (1996), Singspiel (1997), Daylami (1999), Mutafaweq (2001)
- Eclipse Stakes – (2) – Daylami (1998), Refuse To Bend (2004)
- Falmouth Stakes – (1) – Nahoodh (2008)
- Fillies' Mile – (5) – Shamshir (1990), Glorosia (1997), Teggiano (1999), Crystal Music (2000), White Moonstone (2010)
- Golden Jubilee Stakes – (1) – So Factual (1995)
- Haydock Sprint Cup – (1) – Diktat (1999)
- International Stakes – (5) – Halling (1996), Singspiel (1997), Sakhee (2001), Sulamani (2004), Authorized (2007)
- King George VI and Queen Elizabeth Stakes – (4) – Lammtarra (1995), Swain (1998), Daylami (1999), Doyen (2004)
- Lockinge Stakes – (3) – Emperor Jones (1994), Aljabr (2000), Creachadoir (2008)
- Middle Park Stakes – (3) – Bahamian Bounty (1996), Lujain (1998), Dutch Art (2006)
- Nassau Stakes – (2) – Lailani (2001), Ouija Board (2006)
- Nunthorpe Stakes – (3) – Lochsong (1993), So Factual (1995), Lochangel (1998)
- Prince of Wales's Stakes – (2) – Fantastic Light (2001), Grandera (2002)
- Queen Anne Stakes – (6) – Markofdistinction (1990), Allied Forces (1997), Intikhab (1998), Dubai Destination (2003), Refuse to Bend (2004), Ramonti (2007)
- Queen Elizabeth II Stakes – (5) – Markofdistinction (1990), Mark of Esteem (1996), Dubai Millennium (1999), Ramonti (2007), Poet's Voice (2010)
- Racing Post Trophy – (1) – Authorized (2006)
- St. James's Palace Stakes – (1) – Starborough (1997)
- Sun Chariot Stakes – (1) – Red Slippers (1992)
- Sussex Stakes – (4) – Second Set (1991), Aljabr (1999), Noverre (2001), Ramonti (2007)
- Yorkshire Oaks – (1) – Only Royale (1994)

 Francie
- Prix de l'Arc de Triomphe – (3) – Lammtarra (1995), Sakhee (2001), Marienbard (2002)
- Prix du Jockey Club – (3) – Polytain (1992), Shamardal (2005), Lawman (2007)
- Grand Prix de Saint-Cloud – (1) – Alkaased (2005)
- Poule d'Essai des Poulains – (3) – Vettori (1995), Bachir (2000), Shamardal (2005)
- Prix de l'Abbaye de Longchamp – (3) – Lochsong (1993 & 1994), Var (2004)
- Prix du Cadran – (1) – Sergeant Cecil (2006)
- Prix de Diane – (1) – West Wind (2007)
- Prix de la Forêt – (1) – Caradak (2006)
- Prix Ganay – (1) – Pelder (1995)
- Prix d'Ispahan – (2) – Halling (1996), Best of the Bests (2002)
- Prix Jacques Le Marois – (3) – Dubai Millennium (1999), Muhtathir (2000), Librettist (2006)
- Prix Jean-Luc Lagardère – (1) – Rio de la Plata (2007)
- Prix Jean Prat – (3) – Torrential (1995), Starborough (1997), Almutawakel (1998)
- Prix Lupin – (1) – Flemensfirth (1995)
- Prix Marcel Boussac – (2) – Ryafan (1996), Sulk (2001)
- Prix Maurice de Gheest – (1) – Diktat (1999)
- Prix Morny – (1) – Bahamian Bounty (1996)
- Prix du Moulin de Longchamp – (2) – Slickly (2001), Librettist (2006)
- Prix de la Salamandre – (2) – Lord of Men (1995), Aljabr (1998)
- Prix Vermeille – (1) – Mezzo Soprano (2003)

 Irsko
- Irish Derby – (1) – Balanchine (1994)
- Irish Oaks – (2) – Lailani (2001), Vintage Tipple (2003)
- Irish 2,000 Guineas – (2) – Bachir (2000), Dubawi (2005)
- Irish St. Leger – (1) – Kayf Tara (1999)
- Irish Champion Stakes – (4) – Swain (1998), Daylami (1999), Fantastic Light (2001), Grandera (2002)
- Matron Stakes – (1) – Independence (2001)
- National Stakes – (1) – Dubawi (2004)
- Phoenix Stakes – (1) – Pips Pride (1992)
- Pretty Polly Stakes – (1) – Del Deya (1994)
- Tattersalls Gold Cup – (2) – Daylami (1998), Fantastic Light (2001)

 Itálie
- Derby Italiano – (2) – Mukhalif (1999), Mastery (2009)
- Gran Criterium – (1) – Kirklees (2006)
- Gran Premio del Jockey Club – (4) – Misil (1993), Shantou (1996), Kutub (2001), Cherry Mix (2005), Schiaparelli (2009)
- Gran Premio d'Italia – (1) – Masad (1992)
- Gran Premio di Milano – (2) – Shantou (1997), Sudan (2007)
- Oaks d'Italia – (1) – Nicole Pharly (1997)
- Premio Roma – (5) – Legal Case (1990), Misil (1992), Flemensfirth (1996), Sunstrach (2002), Rio De La Plata (2010)
- Premio Vittorio di Capua – (5) – Muhtathir (1999), Slickly (2001 & 2002), Ancient World (2004), Rio De La Plata (2010)

 Německo
- Bayerisches Zuchtrennen – (2) – Germany (1995), Kutub (2001)
- Deutsches Derby – (1) – Temporal (1991)
- Deutschland-Preis – (2) – Luso (1997), Marienbard (2002)
- Grosser Preis von Baden – (3) – Germany (1995), Marienbard (2002), Mamool (2003)
- Mehl-Mülhens-Rennen – (1) – Frozen Power (2010)
- Preis von Europa – (2) – Kutub (2001), Mamool (2003)

 Spojené arabské emiráty
- Dubai World Cup – (3) – Dubai Millennium (2000), Moon Ballad (2003), Electrocutionist (2006)
- Dubai UAE Derby – (2) – Essence Of Dubai (2002), Discreet Cat (2006)
- Dubai Duty Free Stakes – (1) – Tamayaz (1997)
- Dubai Golden Shaheen – (1) – Kelly's Landing (2007)
- Dubai Sheema Classic – (3) – Stowaway (1998), Sulamani (2003), Rewilding (2011)
- Godolphin Mile – (1) – Two Step Salsa (2009)

 Hongkong
- Centenary Sprint Cup – (1) – Firebolt (2002)
- Hong Kong Cup – (3) – Fantastic Light (2000), Falbrav (2003), Ramonti (2007)
- Hong Kong Mile – (1) – Firebreak (2004)
- Hong Kong Vase – (2) – Luso (1996), Mastery (2010)
- Queen Elizabeth II Cup – (1) – Overbury (1996)

 Japonsko
- Japan Cup – (3) – Singspiel (1996), Falbrav (2002), Alkaased (2005)
- Japan Cup Dirt – (1) – Eagle Café (2002)

 Singapur
- Singapore Gold Cup – (1) – Kutub (2002)
- Singapore Airlines International Cup – (1) – Grandera (2002)

 USA
- Beverly D. Stakes – (1) – Crimson Palace (2004)
- Breeders' Cup Classic – (1) – Raven's Pass (2008)
- Breeders' Cup Filly & Mare Turf – (1) – Ouija Board (2006)
- Breeders' Cup Juvenile – (1) – Wilko (2004)
- Breeders' Cup Juvenile Turf – (1) – Donativum (2008), Pounced (2009)
- Breeders' Cup Mile – (1) – Barathea (1994)
- Breeders' Cup Turf – (4) – Daylami (1999), Fantastic Light (2001), Red Rocks (2006), Dangerous Midge (2010)

 Kanada
- Canadian International Stakes – (2) – Mutafaweq (2000), Sulamani (2004)
- E. P. Taylor Stakes – (2) – Timarida (1995), Folk Opera (2008)